# Haliclona tenacior
Haliclona tenacior är en svampdjursart som beskrevs av Patricia R. Bergquist 1961. Haliclona tenacior ingår i släktet Haliclona och familjen Chalinidae. Inga underarter finns listade i Catalogue of Life.